# Giske
Giske est une kommune de Norvège. Elle est située sur l'île de Giske dans le comté de Møre og Romsdal.
La municipalité se compose des deux îles plates Giske et Vigra et de deux îles plus accidentées, Godøya et Valderøya, ainsi que d'un certain nombre d'îles plus petites. Le centre municipal est situé sur Valderøya, qui est l'île la plus peuplée, tandis que Vigra est la plus grande île. L'aéroport d'Ålesund-Vigra est un lieu de travail important. Les principales industries de la commune sont par ailleurs la pêche et l'agriculture, la pisciculture et quelques industries mécaniques.